# Cantone di Villefranche-du-Périgord
Il Cantone di Villefranche-du-Périgord era una divisione amministrativa dell'arrondissement di Sarlat-la-Canéda.
A seguito della riforma approvata con decreto del 21 febbraio 2014, che ha avuto attuazione dopo le elezioni dipartimentali del 2015, è stato soppresso.

## Composizione
Comprendeva i comuni di:
- Besse
- Campagnac-lès-Quercy
- Lavaur
- Loubejac
- Mazeyrolles
- Orliac
- Prats-du-Périgord
- Saint-Cernin-de-l'Herm
- Villefranche-du-Périgord